# خوسه کروس (بازیکن فوتبال، زاده ۱۹۵۲)
خوسه کروس (اسپانیایی: José Cruz‎; ۹ فوریهٔ ۱۹۵۲ – ۲۷ ژانویهٔ ۲۰۲۱) بازیکن فوتبال اهل هندوراس بود.
وی همچنین در تیم ملی فوتبال هندوراس بازی کرده‌است.